# جایزه بزرگ آلمان ۱۹۷۷
جایزه بزرگ آلمان ۱۹۷۷ (انگلیسی: ‎1977 German Grand Prix‎) یک مسابقهٔ موتوری در رشتهٔ اتومبیل‌رانی فرمول یک بود که در تاریخ ۳۱ ژوئیهٔ ۱۹۷۷ در هوکنهایمرینگ واقع در هوکنهایم، آلمان برگزار شد. این گراند پری در میان ۱۷ گراند پری در فصل ۱۹۷۷، مسابقهٔ شمارهٔ ۱۱ بود.
در این مسابقه که در ۴۷ دور و به مسافت ۳۱۹٫۰۸۳ کیلومتر (۱۹۸٫۲۶۹ مایل) برگزار شد، پول پوزیشن توسط جودی شکتر کسب شد و سریع‌ترین زمان برای طی یک دور پیست که برابر با ۱:۵۵٫۹۹ بود نیز توسط نیکی لائودا به ثبت رسید.
نیکی لائودا از تیم فراری، جودی شکتر از تیم ولف-فورد و هانس یواخیم اشتوک از تیم برابام-آلفا رومئو به‌ترتیب مقام‌های اول تا سوم مسابقه را کسب کردند.

## رده‌بندی قهرمانی پس از مسابقه
| جایگاه | راننده        | امتیاز |
| ------ | ------------- | ------ |
| ۱      | نیکی لائودا   | ۴۸     |
| ۲      | جودی شکتر     | ۳۸     |
| ۳      | ماریو اندرتی  | ۳۲     |
| ۴      | کارلوس روتمان | ۳۱     |
| ۵      | جیمز هانت     | ۲۲     |
| منبع:  |               |        |

| جایگاه | سازنده            | امتیاز  |
| ------ | ----------------- | ------- |
| ۱      | فراری             | ۶۵ (۶۷) |
| ۲      | لوتوس-فورد        | ۴۷      |
| ۳      | ولف-فورد          | ۳۸      |
| ۴      | مک‌لارن-فورد       | ۳۴      |
| ۵      | برابام-آلفا رومئو | ۲۳      |
| منبع:  |                   |         |

یادداشت
- تنها پنج جایگاه نخست از هر رده‌بندی نمایش داده شده است.